# Lepidastycus
Lepidastycus är ett släkte av skalbaggar. Lepidastycus ingår i familjen vivlar.
Kladogram enligt Catalogue of Life:
| Lepidastycus | \| \| Lepidastycus cuprescens \| \| \| \| \| \| Lepidastycus doriae \| \| \| \| \| \| Lepidastycus submarginalis \| \| \| \| |
|              | \| \| Lepidastycus cuprescens \| \| \| \| \| \| Lepidastycus doriae \| \| \| \| \| \| Lepidastycus submarginalis \| \| \| \| |
|              | Lepidastycus cuprescens |
|              | |
|              | Lepidastycus doriae |
|              | |
|              | Lepidastycus submarginalis                                                                                                   |
|              | |